# ماكوتو كانيكو (لاعب كرة قاعدة)
ماكوتو كانيكو (باليابانية: 金子誠 ) (و. 1975  م) هو لاعب كرة قاعدة ياباني، ولد في آبيكو، تشيبا، شارك في الألعاب الأولمبية الصيفية 2004، مركز لعبه هو شورتستوب ‏.

## روابط خارجية
- ماكوتو كانيكو على موقع الدوري الياباني لكرة القاعدة (الإنجليزية)
- ماكوتو كانيكو على موقعبيزبول رفرنس.كوم (الدوري الثانوي) (الإنجليزية)
- ماكوتو كانيكو على موقع أوليمبيديا (الإنجليزية)